# Confederación Africana de Fútbol
La Confederación Africana de Fútbol (en francés: Confédération Africaine de Football, en árabe: الإتحاد الإفريقي لكرة القدم‎) también conocida por su acrónimo CAF, es la confederación de asociaciones nacionales de fútbol en África. Es el máximo ente de este deporte en el continente y es una de las seis confederaciones pertenecientes a la FIFA.
La CAF fue fundada en 1957 y su sede central se encuentra en la ciudad 6 de octubre (en las afueras de El Cairo), Egipto.

## Historia

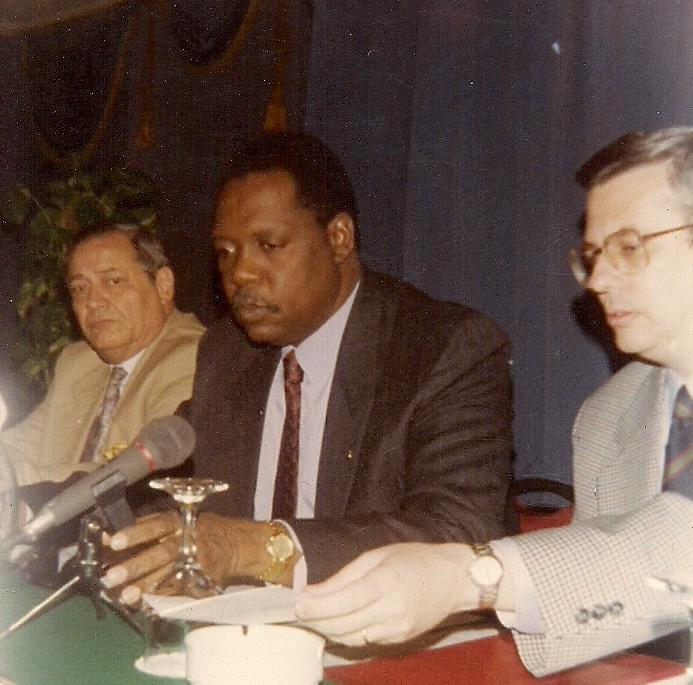
Foto del Sr. Essa Hayatou, Presidente de la Confederación Africana de Fútbol y el Sr. Mostafa Fahmy

Las ideas que llevaron al nacimiento de la CAF se llevaron en realidad a la práctica fuera de África, en Lisboa, Portugal en junio de 1956. La capital portuguesa fue el anfitrión del Congreso de la FIFA, y fueron las naciones africanas presentes (Egipto, Sudán, Etiopía y Sudáfrica) las que llevaron a la Confederación Africana a su bautismo mediante el aprovechamiento de esa reunión para discutir asuntos de interés común.
Tras el Congreso, las cuatro naciones decidieron reunirse de nuevo en Jartum en febrero de 1957 para trazar los proyectos de estatutos y discutir la realización de la primera Copa Africana de Naciones.
Antes, el Congreso de la FIFA 1954 en Berna, Suiza había votado para reconocer a África como una confederación. Esto le dio al continente el derecho de nombrar a su primer representante en el Comité Ejecutivo de la FIFA y el miembro fue el Ingeniero Abdelaziz Abdallah Salem de Egipto.
El acta constitutiva de la CAF fue firmada en Jartum, Sudán, el 8 de junio de 1957 y Abdallah Salem fue nombrado primer presidente de la Confederación.
El 10 de febrero, después de la asamblea constitutiva de la CAF, la capital sudanesa fue testigo del nacimiento de la primera Copa Africana de Naciones que ganó Egipto. Esto resultó ser el comienzo de una aventura emocionante y que todavía continúa con un sinnúmero de momentos inolvidables a lo largo del camino para ayudar a definir las características y los rasgos asociados con el fútbol africano.

## Miembros asociados

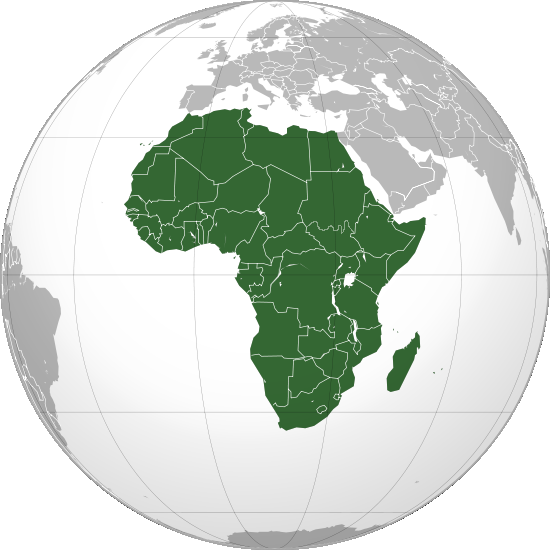
Países afiliados a la CAF.

Mapa de las confederaciones asociadas a la FIFA.

Un total de 54 asociaciones nacionales de fútbol pertenecen a la CAF, representando a todos los estados independientes de África.
El continente está dividido en seis zonas geográficas. Cada zona tiene su propia confederación como la UFOA, la CECAFA o la COSAFA.
La isla francesa de Reunión es un miembro asociado no pleno de la CAF desde 1992, por lo que sus selecciones no participan de la Copa Africana de Naciones, ni en las eliminatorias de la Copa del Mundo, al no ser miembro de la FIFA al igual que Zanzíbar.
| Selección                                    | Federación                                                  | Fundación | Ingreso CAF | Ingreso FIFA | Selecciones |
| -------------------------------------------- | ----------------------------------------------------------- | --------- | ----------- | ------------ | ----------- |
| Zona 1 (Norte) presidida por la UNAF         |                                                             |           |             |              |             |
| Argelia                                      | Federación Argelina de Fútbol                               | 1962      | 1964        | 1964         | M, F        |
| Egipto                                       | Federación Egipcia de Fútbol                                | 1921      | 1957        | 1923         | M, F        |
| Libia                                        | Federación Libia de Fútbol                                  | 1962      | 1965        | 1963         | M, F        |
| Marruecos                                    | Real Federación de Fútbol de Marruecos                      | 1955      | 1960        | 1960         | M, F        |
| Túnez                                        | Federación Tunecina de Fútbol                               | 1956      | 1960        | 1960         | M, F        |
| Zona 2 (Oeste A) presidida por la UAFU       |                                                             |           |             |              |             |
| Cabo Verde                                   | Federación caboverdiana de fútbol                           | 1982      | 2000        | 1986         | M, F        |
| Gambia                                       | Asociación de Fútbol de Gambia                              | 1952      | 1966        | 1968         | M, F        |
| Guinea                                       | Federación Guineana de Fútbol                               | 1960      | 1962        | 1961         | M, F        |
| Guinea-Bisáu                                 | Federación de Fútbol de Guinea-Bisáu                        | 1974      | 1986        | 1986         | M, F        |
| Liberia                                      | Asociación de Fútbol de Liberia                             | 1936      | 1962        | 1962         | M, F        |
| Malí                                         | Federación Maliense de Fútbol                               | 1960      | 1963        | 1962         | M, F        |
| Mauritania                                   | Federación de Fútbol de la República Islámica de Mauritania | 1961      | 1964        | 1961         | M, F        |
| Senegal                                      | Federación Senegalesa de Fútbol                             | 1960      | 1963        | 1962         | M, F        |
| Sierra Leona                                 | Asociación de Fútbol de Sierra Leona                        | 1967      | 1967        | 1967         | M, F        |
| Zona 3 (Oeste B) presidida por la UFOA       |                                                             |           |             |              |             |
| Benín                                        | Federación Beninesa de Fútbol                               | 1962      | 1969        | 1962         | M, F        |
| Burkina Faso                                 | Federación Burkinesa de Fútbol                              | 1960      | 1964        | 1964         | M, F        |
| Costa de Marfil                              | Federación Marfileña de Fútbol                              | 1960      | 1961        | 1961         | M, F        |
| Ghana                                        | Asociación de Fútbol de Ghana                               | 1957      | 1958        | 1958         | M, F        |
| Níger                                        | Federación Nigerina de Fútbol                               | 1967      | 1967        | 1967         | M, F        |
| Nigeria                                      | Federación Nigeriana de Fútbol                              | 1945      | 1949        | 1960         | M, F        |
| Togo                                         | Federación Togolesa de Fútbol                               | 1960      | 1964        | 1962         | M, F        |
| Zona 4 (Central) presidida por la UNIFAC     |                                                             |           |             |              |             |
| Camerún                                      | Federación Camerunesa de Fútbol                             | 1959      | 1963        | 1962         | M, F        |
| Chad                                         | Federación Chadiana de Fútbol                               | 1962      | 1964        | 1964         | M, F        |
| Congo                                        | Federación Congoleña de Fútbol                              | 1962      | 1966        | 1964         | M, F        |
| Gabón                                        | Federación Gabonesa de Fútbol                               | 1962      | 1967        | 1966         | M, F        |
| Guinea Ecuatorial                            | Federación Ecuatoguineana de Fútbol                         | 1957      | 1986        | 1986         | M, F        |
| República Centroafricana                     | Federación Centroafricana de Fútbol                         | 1961      | 1968        | 1964         | M, F        |
| República Democrática del Congo              | Federación de Fútbol de la República Democrática del Congo  | 1919      | 1964        | 1964         | M, F        |
| Santo Tomé y Príncipe                        | Federación Santotomense de Fútbol                           | 1975      | 1976        | 1986         | M, F        |
| Zona 5 (Centro-este) presidida por la CECAFA |                                                             |           |             |              |             |
| Burundi                                      | Federación de Fútbol de Burundi                             | 1948      | 1972        | 1972         | M, F        |
| Eritrea                                      | Federación Eritrea de Fútbol                                | 1996      | 1998        | 1998         | M, F        |
| Etiopía                                      | Federación Etíope de Fútbol                                 | 1943      | 1957        | 1953         | M, F        |
| Kenia                                        | Federación de Fútbol de Kenia                               | 1960      | 1960        | 1960         | M, F        |
| Ruanda                                       | Federación Ruandesa de Fútbol                               | 1972      | 1976        | 1976         | M, F        |
| Somalia                                      | Federación Somalí de Fútbol                                 | 1950      | 1968        | 1962         | M, F        |
| Sudán                                        | Asociación de Fútbol de Sudán                               | 1936      | 1957        | 1948         | M, F        |
| Sudán del Sur                                | Asociación de Fútbol de Sudán del Sur                       | 2011      | 2012        | 2012         | M, F        |
| Tanzania                                     | Asociación de Fútbol de Tanzania                            | 1930      | 1964        | 1964         | M, F        |
| Uganda                                       | Federación de Fútbol de Uganda                              | 1924      | 1959        | 1959         | M, F        |
| Yibuti                                       | Federación Yibutiana de Fútbol                              | 1979      | 1994        | 1994         | M, F        |
| Zona 6 (Sur) presidida por la COSAFA         |                                                             |           |             |              |             |
| Angola                                       | Federación Angoleña de Fútbol                               | 1979      | 1980        | 1980         | M, F        |
| Botsuana                                     | Asociación de Fútbol de Botsuana                            | 1970      | 1976        | 1978         | M, F        |
| Comoras                                      | Federación Comorense de Fútbol                              | 1979      | 2003        | 2005         | M, F        |
| Esuatini                                     | Asociación Nacional de Fútbol de Esuatini                   | 1968      | 1976        | 1978         | M, F        |
| Lesoto                                       | Asociación de Fútbol de Lesoto                              | 1932      | 1964        | 1964         | M, F        |
| Madagascar                                   | Federación Malgache de Fútbol                               | 1961      | 1963        | 1962         | M, F        |
| Malaui                                       | Asociación de Fútbol de Malaui                              | 1966      | 1968        | 1967         | M, F        |
| Mauricio                                     | Asociación de Fútbol de Mauricio                            | 1952      | 1963        | 1962         | M, F        |
| Mozambique                                   | Federación Mozambiqueña de Fútbol                           | 1976      | 1978        | 1980         | M, F        |
| Namibia                                      | Asociación de Fútbol de Namibia                             | 1990      | 1992        | 1992         | M, F        |
| Reunión                                      | Liga Reunionesa de Fútbol                                   | 1956      | 1992        | -            | M, F        |
| Seychelles                                   | Federación de Fútbol de Seychelles                          | 1979      | 1986        | 1986         | M, F        |
| Sudáfrica                                    | Asociación de Fútbol de Sudáfrica                           | 1932      | 1992        | 1992         | M, F        |
| Zambia                                       | Asociación de Fútbol de Zambia                              | 1929      | 1964        | 1964         | M, F        |
| Zimbabue                                     | Asociación de Fútbol de Zimbabue                            | 1965      | 1980        | 1965         | M, F        |

1. ↑  Zanzíbar, que territorialmente pertenece a Tanzania, fue miembro de la CAF hasta 1964, cuando se integró en Tanzania. La Zanzibar Football Association (ZFA) fue recreada en 2002 y asociada a la CAF desde 2004, pero solo le estaba permitida su participación a nivel de clubes y no de selecciones. La FIFA rechazó su admisión en 2005, por lo que dejó de ser miembro de la CAF en 2009. Ver: BBC, rechazo de la FIFA a Zanzíbar

## Autoridades

### Presidentes

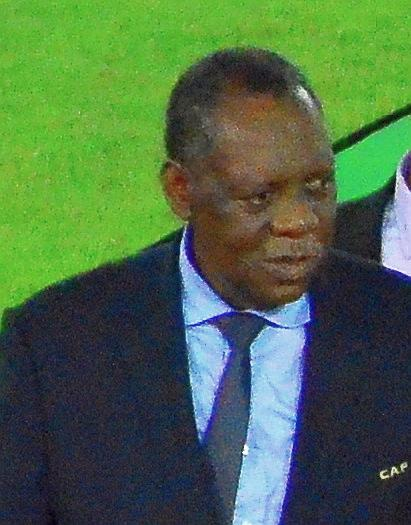
Issa Hayatou, presidente de la CAF desde 1988 hasta 2017.

|   | Nombre                    | Nacionalidad | Término     |
| - | ------------------------- | ------------ | ----------- |
| 1 | Abdel Aziz Abdallah Salem | Egipto       | 1957 - 1958 |
| 2 | Abdel Aziz Mostafa        | Egipto       | 1958 - 1968 |
| 3 | Abdel Halim Mohamed       | Sudán        | 1968 - 1972 |
| 4 | Ydnekatchew Tessema       | Etiopía      | 1972 - 1987 |
| 5 | Abdel Halim Mohamed       | Sudán        | 1987 - 1988 |
| 6 | Issa Hayatou              | Camerún      | 1988 - 2017 |
| 7 | Ahmad Ahmad               | Madagascar   | 2017 - 2020 |
| 8 | Constant Omari            | DR Congo     | 2020 - 2021 |
| 9 | Patrice Motsepe           | Sudáfrica    | 2021 -      |

## Competiciones organizadas por la CAF

### Torneos de selecciones
|                       | Torneo                                              | Última edición       | Campeón vigente                           |
| --------------------- | --------------------------------------------------- | -------------------- | ----------------------------------------- |
| Selecciones absolutas |                                                     |                      |                                           |
|                       | Copa Africana de Naciones                           | Costa de Marfil 2023 | Costa de Marfil                           |
|                       | Campeonato Femenino Africano de Fútbol              | Marruecos 2022       | Sudáfrica                                 |
|                       | Clasificación de CAF para la Copa Mundial de Fútbol | Catar 2022           | Marruecos                                 |
|                       | Torneo preolímpico de fútbol femenino de la CAF     | 2024                 | Marruecos, Nigeria                        |
|                       | Campeonato Africano de Naciones                     | Argelia 2022         | Senegal                                   |
| Selecciones juveniles |                                                     |                      |                                           |
|                       | Campeonato Africano Sub-23                          | Marruecos 2023       | Marruecos                                 |
|                       | Copa Africana de Naciones Sub-20                    | Egipto 2025          | Sudáfrica                                 |
|                       | Campeonato Femenino Sub-20 de la CAF                | 2024                 | Camerún, Ghana, Marruecos, Nigeria        |
|                       | Campeonato Africano Sub-17                          | Marruecos 2025       | Marruecos                                 |
|                       | Campeonato femenino sub-17 de la CAF                | 2025                 | Camerún, Costa de Marfil, Nigeria, Zambia |
| Torneos regionales    |                                                     |                      |                                           |
|                       | Copa COSAFA                                         | Sudáfrica 2025       | Angola                                    |
|                       | Copa CECAFA                                         | Etiopía 2021         | Tanzania                                  |
|                       | Copa de Naciones de la WAFU                         | Senegal 2019         | Senegal                                   |
|                       | Juegos del Océano Índico                            | Madagascar 2023      | Madagascar                                |

- Campeonato Africano de Futsal (desde 1996)
- Copa Africana de Naciones de Fútbol Playa (desde 2006)
- Copa Amílcar Cabral (1979-2007)
- Copa Gossage (1926-1966)
- Copa Senior Challenge para el Este y Centro de África (1967-1971)
- Copa CECAFA Sub-20 (desde 1999)
- Copa CECAFA Sub-17 (desde 2007)
- Copa CECAFA Sub-15 (desde 2019)
- Copa CEDEAO (1983-1991)
- Copa UDEAC (1984-1990)
- Copa COSAFA Femenina
- Copa CECAFA femenina

### Torneos de clubes
|                                   | Torneo                               | Última edición                            | Campeón vigente   |
| --------------------------------- | ------------------------------------ | ----------------------------------------- | ----------------- |
| Competiciones absolutas de clubes |                                      |                                           |                   |
|                                   | Liga de Campeones de la CAF          | Liga de Campeones de la CAF 2024-25       | Pyramids FC       |
|                                   | Copa Confederación de la CAF         | Copa de Confederación de la CAF 2024-25   | RS Berkane        |
|                                   | Supercopa de la CAF                  | Supercopa de la CAF 2024                  | Zamalek           |
|                                   | Liga Africana de Fútbol              | Liga Africana de Fútbol 2023              | Mamelodi Sundowns |
|                                   | Liga de Campeones Femenina de la CAF | Liga de Campeones Femenina de la CAF 2024 | TP Mazembe        |

### Competiciones desaparecidas
- Copa de Naciones Afroasiáticas
- Copa Afroasiática
- Copa Africana de Clubes Campeones
- Recopa Africana
- Copa CAF
- Copa CEMAC

## Clasificación mundial de la FIFA
La clasificación mundial de la FIFA del 24 de octubre de 2024 muestra a las siguientes selecciones masculinas como las 10 mejores de la CAF.
La clasificación mundial de la FIFA del 15 de diciembre de 2023 muestra a las siguientes selecciones femeninas como las diez mejores de la CAF
| Pos. | V  | Selección       | Puntos |
| ---- | -- | --------------- | ------ |
| 13.º | 1  | Marruecos       | 1681   |
| 20.° | 1  | Senegal         | 1627   |
| 30.º | 1  | Egipto          | 1526   |
| 36.º | 3  | Nigeria         | 1503   |
| 37.º | 4  | Argelia         | 1496   |
| 40.º | 7  | Costa de Marfil | 1493   |
| 47.º | 11 | Túnez           | 1478   |
| 49.º | 4  | Camerún         | 1472   |
| 54.º | 0  | Malí            | 1454   |
| 57.º | 1  | RD Congo        | 1431   |

| Pos. | V  | Selección         | Puntos |
| ---- | -- | ----------------- | ------ |
| 34.º | 2  | Nigeria           | 1627   |
| 52.º | 7  | Sudáfrica         | 1497   |
| 60.º | 2  | Marruecos         | 1411   |
| 61.º | 2  | Ghana             | 1410   |
| 68.º | 12 | Camerún           | 1380   |
| 70.º | 1  | Zambia            | 1372   |
| 71.º | 5  | Costa de Marfil   | 1355   |
| 77.º | 1  | Túnez             | 1302   |
| 80.º | 1  | Malí              | 1272   |
| 82.º | 3  | Guinea Ecuatorial | 1272   |

## Torneos nacionales

### Liga
| Liga                                | Campeón actual                 | Temporada Reciente |
| ----------------------------------- | ------------------------------ | ------------------ |
| Girabola ZAP                        | Petróleos de Luanda            | 2024-25            |
| Ligue 1 Mobilis                     | MC Alger                       | 2024-25            |
| MTN Elite One                       | Colombe Sportive               | 2024-25            |
| League WE Premier                   | Al-Ahly                        | 2024-25            |
| GNF I                               | RS Berkane                     | 2024-25            |
| ABSA Premiership                    | Mamelodi Sundowns              | 2024-25            |
| Ligue Profesionelle 1               | ES Tunis                       | 2024-25            |
| Ligue 1                             | Dadjè FC                       | 2024-25            |
| Super Division                      | Rahimo FC                      | 2024-25            |
| Amstel Ligue                        | Aigle Noir Makamba FC          | 2024-25            |
| Campeonato Nacional                 | Boavista da Praia              | 2024               |
| Championnat National                | AS PSI                         | 2023               |
| MTN Ligue 1                         | Stade d'Abidjan                | 2024-25            |
| Division 1                          | AS Ali Sabieh Djibouti Télécom | 2024-25            |
| National League                     | Ethiopia Medhin FC             | 2024-25            |
| Championnat D1                      | Mangasport                     | 2024-25            |
| GFA League First Division           | Real de Banjul                 | 2024-25            |
| Glo Premier League                  | Bibiani Gold Stars             | 2024-25            |
| Kenyan Premier League               | Kenya Police FC                | 2024               |
| Lesotho Premier League              | Lioli FC                       | 2024-25            |
| Premier League                      | Al-Nasr Benghazi               | 2023-24            |
| THB Ligue des Champions             | Disciples FC                   | 2024               |
| Super League                        | Silver Strikers FC             | 2024               |
| Mauritian Premier League            | Cercle de Joachim              | 2024-25            |
| Ligue 1                             | FC Nouadhibou                  | 2025               |
| Moçambola                           | Associação Black Bulls         | 2024               |
| MTC Namibia Premier League          | African Stars FC               | 2024-25            |
| BFA Premiership                     | Gaborone United                | 2024-25            |
| Championnat des Comores             | US Zilimadjou                  | 2024-25            |
| Première División                   | Stade Malien                   | 2024-25            |
| Ligue 1                             | AS Garde Nationale             | 2023-24            |
| Nigerian Premier League             | Remo Stars FC                  | 2024-25            |
| Premier League                      | Léopards                       | 2023-24            |
| Linafoot                            | Les Aigles du Congo            | 2024-25            |
| Primus NFL                          | APR FC                         | 2024-25            |
| Division 1                          | AS Excelsior                   | 2024               |
| Campeonato Nacional                 | Agrosport                      | 2024               |
| Championnat National Ligue 1        | ASC Jaraaf                     | 2024-25            |
| Division One                        | Cote d'Or FC                   | 2024-25            |
| Sierra Leone Premier League         | Bo Rangers FC                  | 2023-24            |
| SSf First Division                  | Mogadishu City Club            | 2024-25            |
| SFCL                                | Al-Hilal Omdurmán              | 2024               |
| MTN Premier League                  | Nsingizini Hotspurs            | 2024-25            |
| Ligi Kuu Bara                       | Young Africans SC              | 2024-25            |
| 1ére Division                       | ASC Kara                       | 2024-25            |
| Premier League                      | Vipers SC                      | 2024-25            |
| Premier League                      | Power Dynamos FC               | 2024-25            |
| Premier Soccer League               | Simba Bhora                    | 2024               |
| Ligi Kuu                            | Mlandege FC                    | 2024-25            |
| Guinée Championnat National         | Horoya                         | 2024-25            |
| Première Division                   | AS Tempête Mocaf               | 2024-25            |
| Liga de Fútbol de Guinea Ecuatorial | Deportivo Mongomo              | 2023-24            |
| First Division                      | Denden FC                      | 2024               |
| Liberian Premier League             | FC Fassell                     | 2024-25            |
| Campeonato Nacional                 | Benfica                        | 2024-25            |
| Campeonato de Fútbol                | Jamus FC                       | 2024-25            |

### Copa
| Copa                                        | Campeón actual            | Temporada Reciente |
| ------------------------------------------- | ------------------------- | ------------------ |
| Copa angoleña de fútbol                     | Petro Luanda              | 2017               |
| Coupe d'Algérie                             | USM Bel Abbès             | 2017-18            |
| Coupe du Cameroun de Football               | New Star FC               | 2017               |
| Copa de Egipto                              | Zamalek                   | 2017-18            |
| Coupe du Trône                              | FAR Rabat                 | 2017-18            |
| Nedbank Cup                                 | Free State Stars          | 2017-18            |
| Coupe du président de la République         | Club Africain             | 2017-18            |
| Coupe de l'Indépendance et de la Fédération | Police                    | 2014               |
| Coupe du Faso                               | Salitas FC                | 2018               |
| Copa de Burundi                             | Vital'O FC                | 2017-18            |
| Taça Nacional de Cabo Verde                 | SC Praia                  | 2018               |
| Coupe du Tchad de Football                  | Renaissance FC            | 2014-15            |
| Coupe de Côte d'Ivoire de Football          | ASEC Mimosas              | 2018               |
| Coupe du 27 Juin                            | AS Gendarmerie Nationale  | 2016-17            |
| Copa de Etiopía                             | Saint-George SA           | 2017               |
| Copa de Gabón                               | Mounana                   | 2013               |
| Copa de fútbol de Gambia                    | Armed Forces              | 2017-18            |
| Copa de Ghana                               | Aduana Stars              | 2018               |
| Copa de Kenia                               | Gor Mahia                 | 2018               |
| Independence Cup                            | Bantu                     | 2017               |
| Copa de Libia                               | Al-Ittihad Club (Trípoli) | 2018               |
| Coupe de Madagascar                         | Fosa Juniors FC           | 2017               |
| FAM Cup                                     | Kamuzu Barracks           | 2017               |
| Cuope de Maurice                            | Pamplemousses SC          | 2018               |
| Coupe du Président de la République         | FC Nouadhibou             | 2017               |
| Taça de Mozambique                          | CD Costa do Sol           | 2017               |
| NFA Cup                                     | African Stars             | 2017               |
| FA Challenge Cup                            | Gaborone United           | 2012               |
| Coupe des Comores                           | Ngazi Sport de Mirontsi   | 2017               |
| Copa de Malí                                | Onze Créateurs            | 2015-16            |
| Copa de Níger                               | ASGNN                     | 2018               |
| AITEO Cup                                   | Akwa United               | 2017               |
| Coupe du Congo de Foot Ball                 | Diables Noirs             | 2018               |
| Coupe du Congo                              | AS Nyuki                  | 2018               |
| Coupe de la Paix                            | Mukura Victory Sports     | 2017-18            |
| Coupe de La Réunion                         | SS Saint-Louisienne       | 2016-17            |
| Taça Nacional                               | UDRA                      | 2017               |
| FA Cup                                      | Génération Foot           | 2017-18            |
| Copa de Seychelles                          | Saint Louis Suns United   | 2017               |
| Copa de Sierra Leona                        | FC Johansen               | 2016               |
| Copa de Somalia                             | Elman FC                  | 2017               |
| Copa de Sudán                               | Al-Ahly Shendi            | 2017               |
| Swazi Bank Cup                              | Young Buffaloes           | 2017-18            |
| Copa Nyerere                                | Mtibwa Sugar FC           | 2007-18            |
| Coupe de Togo                               | Gomido FC                 | 2017-18            |
| Uganda Cup                                  | KCCA FC                   | 2017-18            |
| Mosi Cup                                    | Red Arrows                | 2007               |
| CBZ FA Cup                                  | Harare City               | 2017               |
| Copa Mapinduzi                              | Azam FC                   | 2017               |
| Guinée Coupe Nationale                      | Hafia FC                  | 2017               |
| Coupe Barthélémy Boganda                    | Anges de Fatima           | 2017               |
| Copa de Guinea Ecuatorial                   | Deportivo Niefang         | 2017               |
| Copa de Liberia                             | LISCR FC                  | 2017               |
| Taça Nacional                               | Benfica                   | 2017               |
| Copa Nacional                               | Wau Salaam FC             | 2017               |

### Supercopa
| Copa                                            | Campeón actual               | Temporada Reciente |
| ----------------------------------------------- | ---------------------------- | ------------------ |
| Supercopa de Angola                             | Primeiro de Agosto           | 2017               |
| Supercopa de Argelia                            | USM Bel Abbès                | 2018               |
| Supercopa de Egipto                             | Al-Ahly                      | 2017               |
| Supercopa de Etiopía                            | Saint-George SA              | 2017               |
| Supercopa de Gabón                              | Mounana                      | 2013               |
| Supercopa de Ghana                              | Aduana Stars                 | 2018               |
| Supercopa de Kenia                              | Gor Mahia                    | 2018               |
| Supercopa de Costa de Marfil                    | Stade d'Abidjan              | 2018               |
| Supercopa de Libia                              | Al-Ahli SC                   | 2017               |
| Supercopa de Madagascar                         | CNaPS Sports                 | 2010               |
| Supercopa de Mauritania                         | ASAC Concorde                | 2017               |
| Supercopa de Mozambique                         | Clube Ferroviário de Maputo  | 2016               |
| Supercopa Nacional de Malí                      | Onze Créateurs               | 2016               |
| Supercopa de la República Democrática del Congo | TP Mazembe                   | 2016               |
| Supercopa de Liberia                            | Barrack Young Controllers FC | 2017               |
| Supercopa de Túnez                              | Espérance Sportive de Tunis  | 2019               |

### Copa de la Liga
| Copa            | Campeón actual | Temporada Reciente |
| --------------- | -------------- | ------------------ |
| Telkom Knockout | Baroka FC      | 2018               |
| MTN 8           | Cape Town City | 2018               |
| Copa KPL Top 8  | Muhoroni Youth | 2016               |

### Otras confederaciones en el mundo
- CONCACAF
- CONMEBOL
- OFC
- AFC
- UEFA